# Stictomischus turneri
Stictomischus turneri är en stekelart som beskrevs av Sureshan 2002. Stictomischus turneri ingår i släktet Stictomischus och familjen puppglanssteklar. Inga underarter finns listade i Catalogue of Life.